# Bodenstation
Als Bodenstation wird eine auf der Erdoberfläche befindliche, meist ortsfeste Station zur Beobachtung, Überwachung oder Telemetrie von Flugkörpern inner- oder außerhalb der Erdatmosphäre bezeichnet.
Solche Flugkörper sind vor allem:
- Raketen, künstliche Erdsatelliten und Raumsonden
- Flugzeuge, Ballons und Radiosonden.
- Weltraumschrott

Der Zweck der Beobachtung kann sein:
- Überwachung eines Raketen- oder Satellitenstarts
- Bestimmung von Flug- oder Satellitenbahnen durch Funk, Radarstationen oder Spezialkameras
- Empfang bzw. Übermittlung von Funksignalen, Telemetrie, Messdaten, Steuerbefehle
- Funkverbindung für Rundfunk oder Telefon
- Militärische und Luftraumüberwachung
- Laserkommunikation

Zu den verschiedenen Arten von Bodenstationen zählen u. a.:
- Mission Control Center
- Erdfunkstellen, Relaisstationen, Orbita-System
- Radioteleskope, Deep-Space-Station
- Fundamental-, Satellitenstationen, Referenzstation
- Radarstationen, Funkleitsysteme.

Frühere Systeme zur Bahnbestimmung von Satelliten waren u. a. das Funkmessnetz Minitrack der USA und die weltweit verteilten Moonwatch-Stationen.